# Annie Adama van Scheltema
Annie Adama van Scheltema-Kleefstra (Lemmer, 25 februari 1884 - Amsterdam, 22 maart 1977) was een Nederlandse bibliothecaris van het Internationaal Instituut voor Sociale Geschiedenis (IISG).
Adama van Scheltema werd in Lemmer geboren als Anna Catharina Kleefstra. Ze trouwde in 1907 met de socialistische dichter Carel Steven Adama van Scheltema. Net als haar echtgenoot was Adama van Scheltema lid van de Sociaal-Democratische Arbeiderspartij (SDAP) geworden. Na het overlijden van haar echtgenoot in 1924 werd Adama van Scheltema gedwongen een eigen inkomen te verzorgen. In 1932 werd ze aangesteld als bibliothecaris van de Economisch-Historische Bibliotheek (EHB) die in datzelfde jaar was opgericht door Nicolaas Posthumus, economisch-sociaal historicus en hoogleraar economische geschiedenis aan de Nederlandsche Handels-Hogeschool in Rotterdam. Hij zorgde er tevens voor dat zij door de SDAP benoemd werd als archivaris van het partij-archief. Toen in februari 1934 de bibliotheek van de socialistische politicus en sociaal-anarchist Ferdinand Domela Nieuwenhuis vijftien jaar na zijn overlijden in 1919 door het Ferdinand Domela Nieuwenhuis Fonds in bruikleen werd gegeven aan de EHB, werd deze ook door Adama van Scheltema beheerd. 
In 1934 kocht Nehemia de Lieme, de oprichter van de Centrale Arbeiders Verzekerings- en Depositobank, op aangeven van Adama van Scheltema het archief van de Algemene Joodse Arbeidersbond, vaak kortweg 'Bund' genoemd. Dit 'Bund-archief', zou de basiscollectie vormen voor het Internationaal Instituut voor Sociale Geschiedenis dat in 1935 door De Lieme en Posthumus werd opgericht. Na oprichting van het IISG werd Adama van Scheltema aangesteld als bibliothecaris. 